# Liste der Städte in Indiana nach Einwohnerzahl

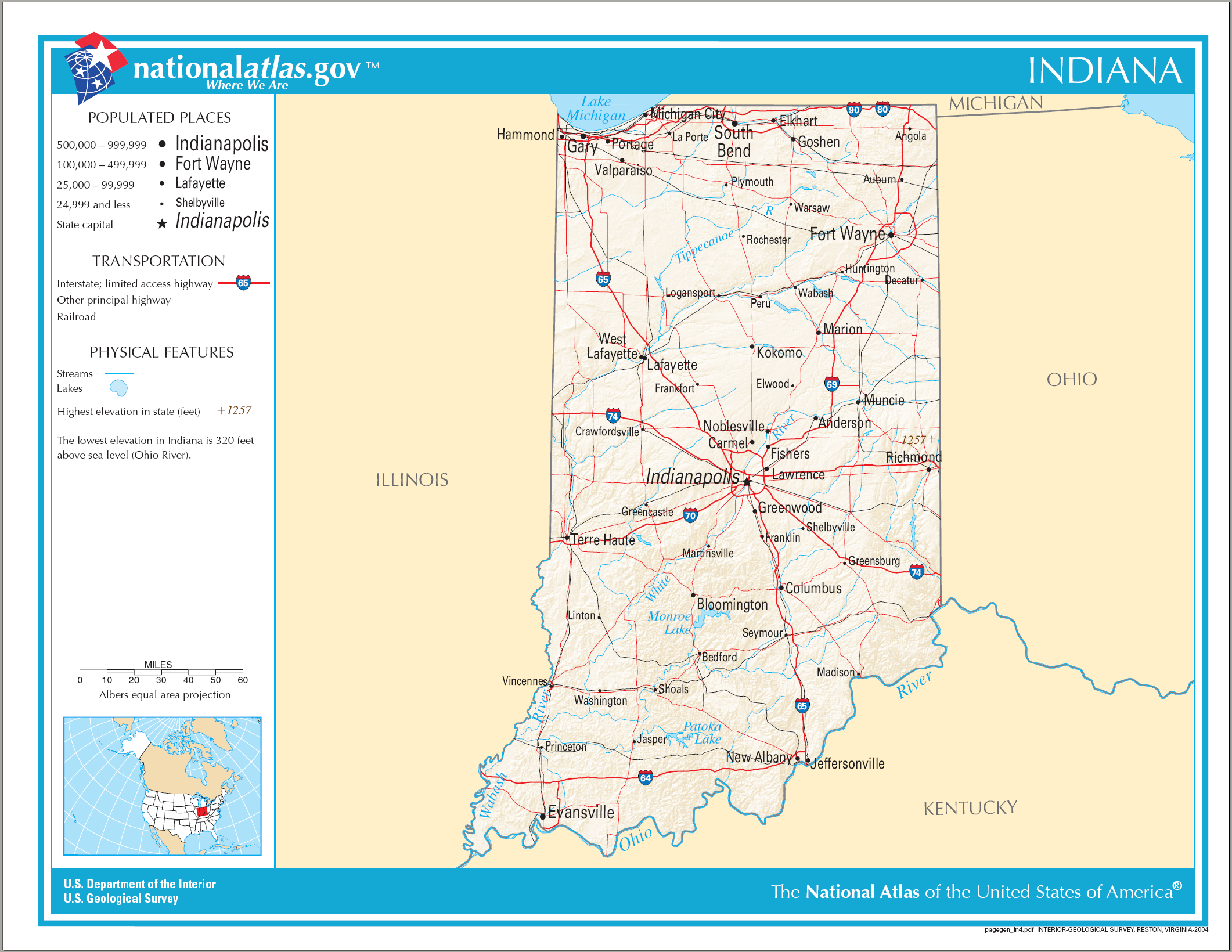
Karte Indianas

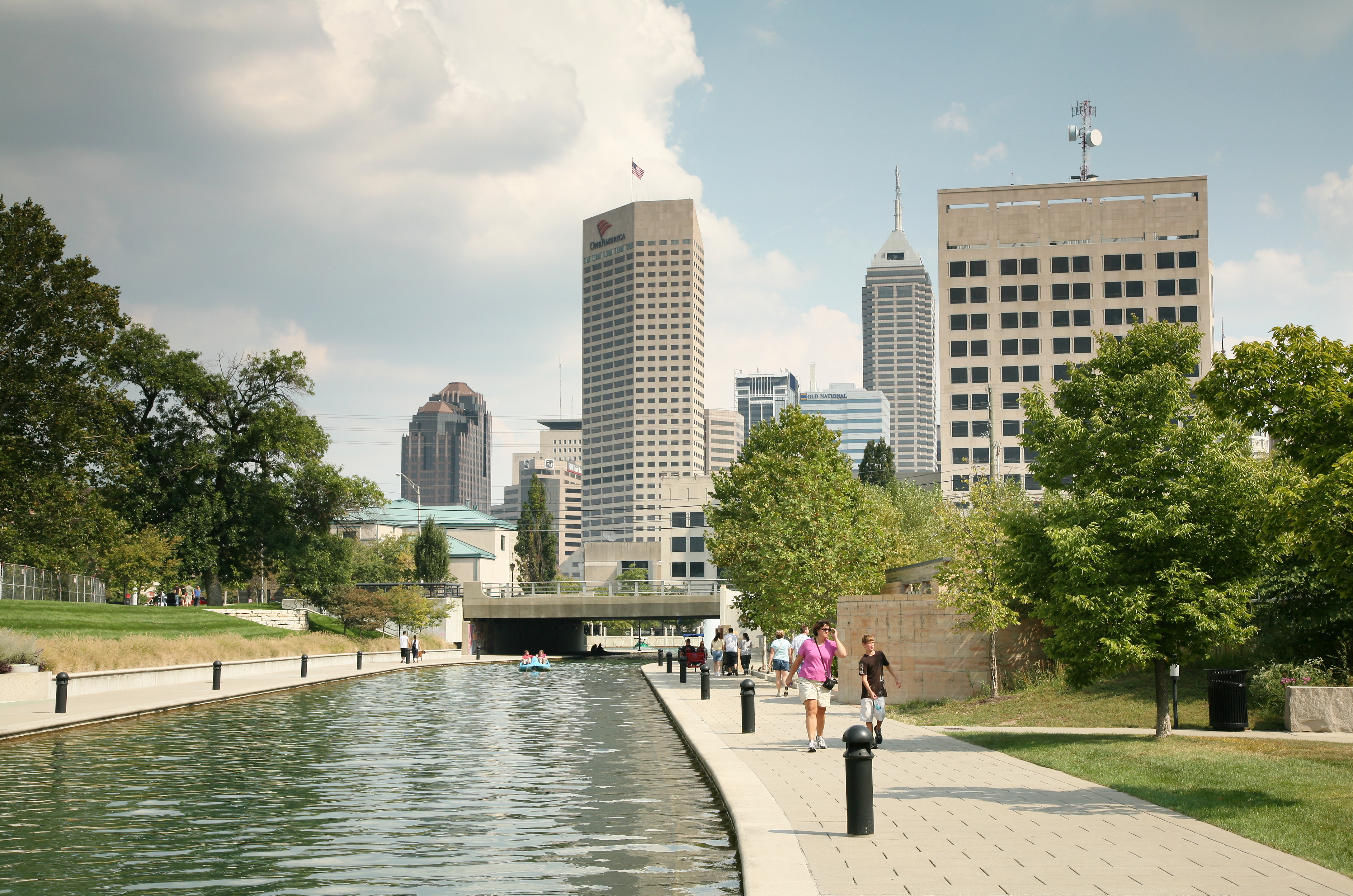
Indianapolis

Die Liste der Städte in Indiana nach Einwohnerzahl enthält alle Orte im US-Bundesstaat Indiana sortiert nach ihrer Einwohnerzahl, die mindestens eine Bevölkerung von 40.000 aufweisen.
Stand 1. Juli 2017
| Rang | Stadt          | County      | Einwohnerzahl |
| ---- | -------------- | ----------- | ------------- |
| 1    | Indianapolis   | Marion      | 863.002       |
| 2    | Fort Wayne     | Allen       | 265.904       |
| 3    | Evansville     | Vanderburgh | 118.930       |
| 4    | South Bend     | St. Joseph  | 102.245       |
| 5    | Carmel         | Hamilton    | 92.198        |
| 6    | Fishers        | Hamilton    | 91.832        |
| 7    | Bloomington    | Monroe      | 85.071        |
| 8    | Hammond        | Lake        | 76.618        |
| 9    | Gary           | Lake        | 76.008        |
| 10   | Lafayette      | Tippecanoe  | 72.390        |
| 11   | Muncie         | Delaware    | 68.625        |
| 12   | Noblesville    | Hamilton    | 61.882        |
| 13   | Terre Haute    | Vigo        | 60.774        |
| 14   | Kokomo         | Howard      | 57.836        |
| 15   | Greenwood      | Johnson     | 57.375        |
| 16   | Anderson       | Madison     | 55.076        |
| 17   | Elkhart        | Elkhart     | 52.558        |
| 18   | Mishawaka      | St. Joseph  | 49.177        |
| 19   | Lawrence       | Marion      | 48.704        |
| 20   | Jeffersonville | Clark       | 47.383        |
| 21   | Columbus       | Bartholomew | 47.143        |
| 22   | West Lafayette | Tippecanoe  | 46.269        |

## Quelle
- citypopulation.de